# عبد الحكيم الصالحي
عبد الحكيم بن سالم بن حمد الصالحي (3 فبراير 1984-)، ممثل عماني ولد في ولاية السيب في عمان، بدأ حياته الفنية بالتمثيل المسرحي حين شارك في المهرجان المسرحي الجامعي الرابع 2004 بمسرحية (إلى متى)، كما شارك في عدة مهرجانات منها: مهرجان خريف صلالة 2005 بمسرحية (سيف الزمان)، المهرجان المسرحي الجامعي الخامس 2007 بمسرحية (مجرد نفايات) و(حوار بين القبور) وفي عرض مسرحية (صويلح بن داكن)، ومسرحية (المزبلة الفاضلة)، وفي الملتقى المسرحية الثالث بالداخلية كعرض موازي بمسرحية (الجرافات لا تعرف الحزن). من مسلسلاته دنيا الألم و درايش 3.